# Asko Autio
Asko Antero Autio (* 21. April 1953 in Ylivieska) ist ein ehemaliger finnischer Skilangläufer.

## Werdegang
Bei den Olympischen Winterspielen 1980 in Lake Placid errang er den neunten Platz über 50 km. Bei den nordischen Skiweltmeisterschaften 1982 in Oslo belegte er den fünften Platz über 50 km klassisch. Im März 1983 errang er im Skilanglauf-Weltcup in Lahti den dritten Platz über 15 km und holte über 50 km in Oslo seinen einzigen Weltcupsieg. Seine beste Gesamtweltcupplatzierung war der zwölfte Platz in der Saison 1982/83.

## Weltcupsiege im Einzel
| Nr. | Datum         | Ort  | Disziplin             |
| --- | ------------- | ---- | --------------------- |
| 1.  | 12. März 1983 | Oslo | 50 km Individualstart |

## Weltcup-Gesamtplatzierungen
| Saison  | Platz | Punkte |
| ------- | ----- | ------ |
| 1981/82 | 27.   | 29     |
| 1982/83 | 12.   | 54     |
| 1983/84 | 62.   | 1      |